# Frank Scherbaum

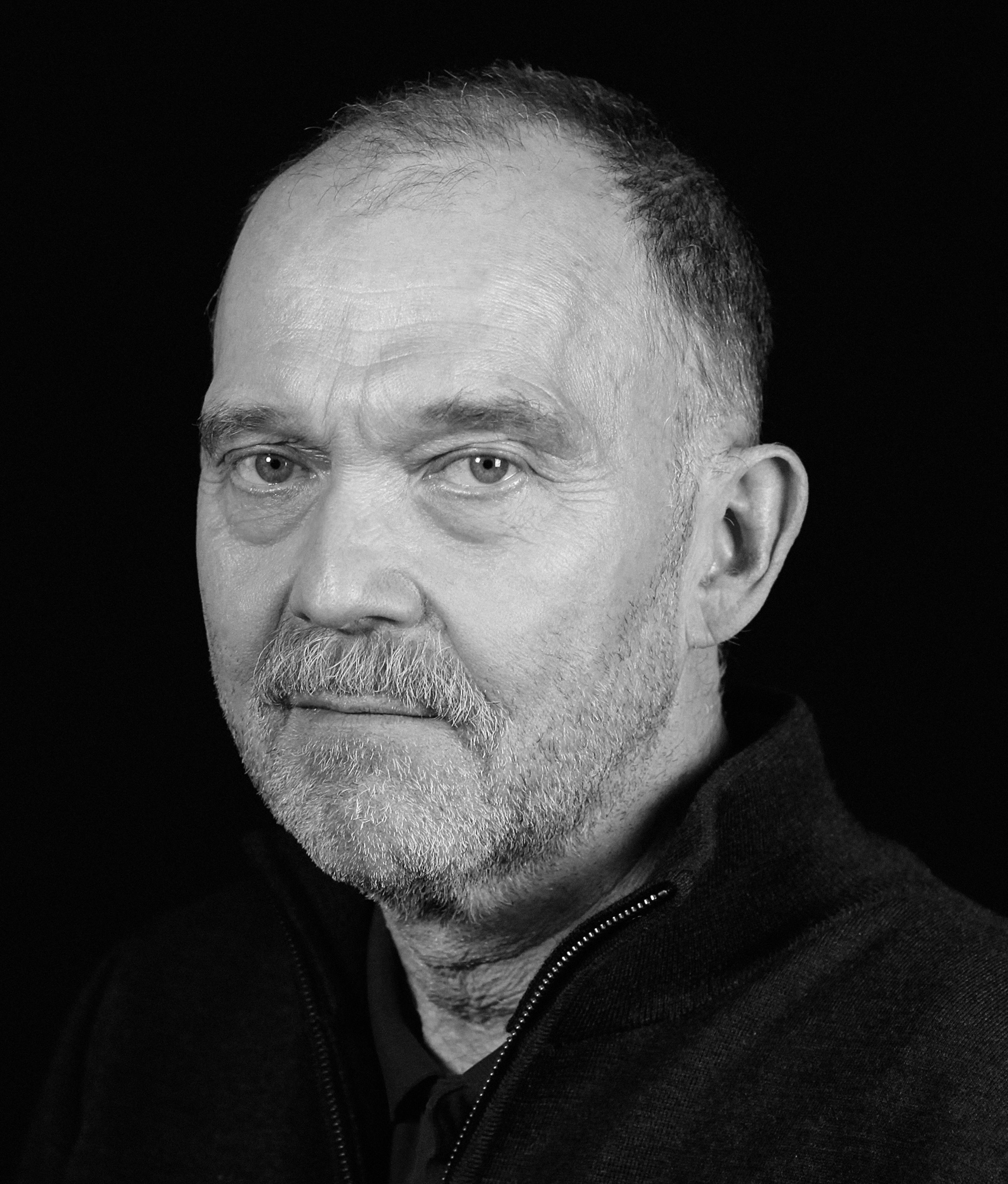
Frank Scherbaum (2016)

Frank Scherbaum (* 29. März 1953 in Herrsching am Ammersee) ist ein deutscher Seismologe.

## Leben

### Akademischer Werdegang
Scherbaum studierte Physik, Geologie und Musikwissenschaft an der Universität Tübingen. Nach seiner Promotion zum Dr. rer nat. im Jahr 1980 habilitierte er sich 1986 in Geophysik an der Universität Stuttgart, wo er von 1980 bis 1983 als wissenschaftlicher Mitarbeiter tätig war. Als Postdoktorand forschte er, gefördert durch Max-Kade- und Heisenberg-Stipendien, zwischen 1983 und 1988 an der University of Colorado in Boulder und von 1988 bis 1989 am National Research Center for Earth Science and Desaster Prevention in Tsukuba in Japan.
1989 wurde Scherbaum zum Professor für Geophysik an der Ludwig-Maximilians-Universität München berufen. 1997 wechselte er an die neu gegründete Universität Potsdam und hatte dort bis 2016 den Lehrstuhl für Geophysik inne.
Seine Forschung umfasst zahlreiche wissenschaftliche Publikationen, mehrere Bücher und Buchkapitel zu Themen wie Vulkanseismologie, die Grenze zwischen Erdkern und Erdmantel, seismische Wellenausbreitung, Array-Seismologie und probabilistische seismische Gefährdungsanalyse. Seine Untersuchungen geophysikalischer Phänomene mittels musikalischer Akustik führten zur 1999 gemeinsam mit dem Komponisten Wolfgang Loos produzierten CD Inner Earth – A Seismosonic Symphony, die ausschließlich seismische Signale von Vulkanen als Klangquelle verwendet.
Bekannt ist er auch für seine Seismogrammanalyse-Software PITSA und seine Bücher und Buchkapitel zur digitalen Signalverarbeitung seismischer Signale. Sein Buch Of poles and zeros. Fundamentals of digital seismology wird international als Lehrbuch für Digitalseismologie verwendet. Er verbrachte längere Forschungsaufenthalte an der Universidad de los Andes in Mérida/Venezuela, an der Universität Joseph Fourier in Grenoble und beim United States Geological Survey (USGS) in Golden/Colorado. 2010 und 2011 war er Gastprofessor an der ETH Zürich.

### Arbeit in Gremien
Scherbaum war in beratenden Funktionen in zahlreichen nationalen und internationalen Gremien tätig wie der Deutschen Gesellschaft für Erdbebeningenieurwesen, dem Vorstand der Seismological Society of America und dem Fachkollegium Geophysik/Geodäsie der Deutschen Forschungsgemeinschaft. Er war außerdem in Redaktionsgremien (z. B. Journal of Seismology) und Beiräten tätig, unter anderem für die Europäische Union, die Deutsche Forschungsgemeinschaft, die Humboldt-Stiftung, das GeoForschungsZentrum Potsdam, das NEID Tsukuba in Japan sowie für Bundes- und Landesministerien in Deutschland (zum  Beispiel für die Reaktor-Sicherheitskommission Deutschlands).

## Forschungen zur Musikethnologie
2011 begann sich Scherbaum mit der zum immateriellen Weltkulturerbe gehörenden traditionellen georgischen Vokalmusik zu befassen. In seinen frühen Studien experimentierte er mit Körpervibrationsmessungen beim Singen und begann, Kehlkopfmikrophone für die Aufzeichnung polyphonen Gesangs zur computergestützten Weiterverarbeitung zu verwenden.  Im Jahr 2016 wurde diese Technik bei einer Feldexpedition in Swanetien erstmals in großem Stil eingesetzt.
In Zusammenarbeit mit Meinard Müller (Universität Erlangen-Nürnberg) leitete Scherbaum von 2018 bis 2022 das von der Deutschen Forschungsgemeinschaft geförderte Vorhaben „Computational Analysis of Traditional Georgian Vocal Music“ (GVM). Dieses Projekt stellt die erste großangelegte Studie traditioneller georgischer Vokalmusik mit computergestützten Methoden dar. 2018 gründete Scherbaum das SeismoSoundScape-Lab, ein virtuelles Labor für transdisziplinäre Arbeiten in den Bereichen Seismologie, Klangverarbeitung, Musikwissenschaft und Informatik.

## Ehrungen
- 1983: CIRES Visiting Scholar Award
- 1992: Deutsch-Österreichischer Hochschul-Software-Preis
- 2005: Mitglied der Nationalen Akademie der Wissenschaften Leopoldina
- 2014: Wolfram Innovator Award
- 2016: Technologietransferpreis von Potsdam Transfer und der UP Transfer GmbH[8]
- 2022: Ehrendoktorwürde des Staatlichen Vano Sarajishvili Konservatoriums in Tiflis

Quelle

## Publikationen (Auswahl)
- Of Poles and Zeros. Fundamentals of digital seismology (Reihe Modern Approaches in Geophysics). Springer, 2001, ISBN 978-0-7923-6834-2.

- On the benefit of larynx-microphone field recordings for the documentation and analysis of polyphonic vocal music. In: Proc. of the 6th International Workshop Folk Music Analysis, 2016, S. 80–87.
- mit Sebastian Rosenzweig, Meinard Müller: Detecting Stable Regions in Frequency Trajectories for Tonal Analysis of Traditional Georgian Vocal Music.  20th International Society for Music Information Retrieval Conference, Delft 2019, S. 352–359.
- mit Nana Mzhavanadze:  Svan Funeral Dirges (Zär): Musicological analysis. In: Musicologist Vol. 4(2), 2020, S. 168–197, doi:10.33906/musicologist.782185
- mit Sebastian Rosenzweig, David Shugliashvili, Vlora Arifi-Müller, Meinard Müller: Erkomaishvili Dataset: A Curated Corpus of Traditional Georgian Vocal Music for Computational Musicology.  In: Transactions of the International Society for Music Information Retrieval. 3(1) 2020, S. 31–41, doi:10.5334/tismir.44
- mit Nana Mzhavanadze, Simha Arom, Sebastian Rosenzweig, Meinard Müller: Tonal Organization of the Erkomaishvili Dataset: Pitches, Scales, Melodies and Harmonies. Computational Analysis of Traditional Georgian Vocal Music, Vol. 1, Universitätsverlag Potsdam, 64 pages, 2020, doi:10.25932/publishup-47614
- mit Nana Mzhavanadze: Svan Funeral Dirges (Zär): Language-Music Relation and Phonetic Properties. In: Musicologist Vol.  5(1), 2021, S. 66–82, doi:10.33906/musicologist.875348
- mit Nana Mzhavanadze, Sebastian Rosenzweig, Meinard Müller: Tuning Systems of Traditional Georgian Singing Determined From a New Corpus of Field Recordings.  In: Musicologist Vol. 6(2), 2022, S. 142–168, doi:10.33906/musicologist.1068947
- mit Meinard  Müller: From Intonation Adjustments to Synchronisation of Heart Beat Variability: Singer Interaction in Traditional Georgian Vocal Music. In: Musicologist  Vol. 7(2), 2023, S. 155–177, doi:10.33906/musicologist.1144787
- mit Meinard Müller, Nana Mzhavanadze, Sebastian Rosenzweig: Tonleitern jenseits von Dur und Moll. In: forschung, Vol. 2/2023, St. 17–21 (online).

## Diskografie
- Inner Earth, a seismosonic symphony. CD mit Wolfgang Loos (Traumton/Indigo; 1999)